# Pomatoschistus quagga
Pomatoschistus quagga — вид риб з родини Gobiidae. Сягає 6,0 см довжиною. Поширений у Середземному морі: західна частина, а також Адріатичне море.